# Полярна авіація
Полярна авіація — спеціальні підрозділи цивільної авіації, призначені для забезпечення транспортних і дослідницьких польотів в полярних районах Північної і Південної півкуль. Польоти над полярними районами організовуються і виконуються з урахуванням фізико-географічних і метеорологічних умов цих районів, а також складності літаководіння в них, обумовленою недостатністю природних і штучних орієнтирів, частими змінами метеоумов, низькими температурами повітря, тривалістю полярного дня (ночі), нестійкістю роботи магнітних компасів і засобів зв'язку.